# Cardiovascular and Interventional Radiological Society of Europe
Fundada en 1985, la Sociedad de Radiología Cardiovascular e Intervencionista (Cardiovascular and Interventional Radiological Society of Europe – CIRSE) tiene más de 7.000 miembros, incluyendo 37 sociedades nacionales que se sumaron a la asociación como miembros en grupo. CIRSE es una sociedad científica y educativa sin ánimo de lucro con el principal objetivo de apoyar la formación, las investigaciones científicas y la práctica clínica en el ámbito de la radiología intervencionista, para así continuamente mejorar la atención al paciente. 

## Estructura
CIRSE es dirigida por su junta directiva con el apoyo del comité ejecutivo, juntas permanentes y subcomités creados para temas específicos. 

## Formación continuada
CIRSE ofrece cursos de formación continuada a través de la Escuela Europea de Radiología Intervencionista (ESIR), ayudando a los radiólogos intervencionistas a mantenerse en la vanguardia de los procedimientos mínimamente invasivos guidados por imágenes. Además CIRSE ofrece más de 9.000 presentaciones y artículos de sus conferencias a través de ESIRonline, la plataforma en línea más extensa del mundo para este tema. 
El examen EBIR, administrado por la Junta Europea  de Radiolgía Intervencionista, es una prueba de cualificación acreditada por UEMS-CESMA, para cuya preparación CIRSE ha creado el currículo Europeo (European Curriculum) así como el compendio de radiología intervencionista (Syllabus for IR). El examen cubre todas las áreas que debe conocer un radiólogo intervencionista bien formado.

## Congresos
El congreso anual de CIRSE, que tiene lugar cada año en septiembre/octubre, es el congreso principal de la sociedad. Desde su fundación en 1985 se ha convertido en la plataforma más importante del mundo para radiólogos intervencionistas. Actualmente ofrece más de 250 horas de sesiones, talleres y simposios además de una exposición de más de 5.800 m²  con 120 expositores. Más de 6.700 participantes acuden a la conferencia anual de CIRSE para aumentar sus conocimientos sobre los procedimientos mínimamente invasivos guiados por imágenes y presentar los resultados de sus últimas investigaciones científicas.[cita requerida]
Otros congresos organizados por CIRSE incluyen IDEAS (Interdisciplinary Endovascular Aortic Symposium) teniendo lugar en paralelo con el congreso anual de CIRSE, ECIO (European Conference on Interventional Oncology), ICCIR (International Conference on Complications in Interventional Radiology) y GEST Europe (Global Embolization Symposium and Technologies)

## Revista
CardioVascular and Interventional Radiology (CVIR) es el órgano de expresión científica oficial de CIRSE, donde se publican exclusivamente trabajos originales sometidos a un riguroso proceso de revisión doble ciego. Fundada en 1978 es la revista más antigua en el ámbito de la radiología intervencionista. 